# Endogene Regionalentwicklung
Endogene Regionalentwicklung (auch Eigenständige Regionalentwicklung) ist ein Konzept der Raumordnung, bei dem die sozioökonomische Entwicklung einer Region nicht vorrangig durch äußere Impulse (staatliche Eingriffe oder Handelsverflechtungen mit anderen Regionen) geschehen soll, sondern durch die Nutzung regionseigener Potentiale. Dabei sind sowohl Entwicklungspotentiale im wirtschaftlichen als auch im sozialen Bereich mit einbezogen. Als Schlagwort dient in diesem Zusammenhang der Begriff „Hilfe zur Selbsthilfe“ (Subsidiaritätsprinzip). Die endogene Regionalentwicklung ist ein informelles Instrument der Raumordnung, hat keine Rechtsverbindlichkeit und ist somit den persuasiven Instrumenten der Regionalentwicklung zuzuordnen.

## Entwicklung
Vor allem in den 1970er Jahren geriet die traditionelle exogene Strategie der Regionalentwicklung, die zentral vom Staat gelenkt wurde, in die Kritik. Ein Grund waren die sich ständig veränderten (welt-)wirtschaftlichen Rahmenbedingungen. Zunehmend rückten Lösungen in den Vordergrund, die sich den regionalen Eigenheiten widmeten und diese in Konzeptionen aufgriffen. Der dezentrale endogene Ansatz zeigte sich wirksamer darin, die regionalen Ungleichheiten auszugleichen und Wachstum zu erzeugen. Der endogene Ansatz ist Teil der Nachhaltigen Regionalentwicklung.

## Einordnung in die Raumwirtschaftstheorie
Eine umfassende Theorie der endogenen Regionalentwicklung wurde bisher nicht entwickelt. Jedoch zählt eine Vielzahl von „Partialansätzen, die sich mit theoretischen und strategischen Fragen endogener Entwicklung in Ländern unterschiedlichen Entwicklungsstandes befassen“ zu den regionalen Wachstums- und Entwicklungstheorien. Deren Ziel ist eine Verknüpfung der internationalen Wirtschaftsbeziehungen mit der Regionalentwicklung sowie die Raumwirtschaftstheorie zu dynamisieren.

## Theorien und Strategien der endogenen Regionalentwicklung
In erster Linie geht es darum entwicklungsfähiges Potential einer Region auszuloten und Potentialfaktoren zu bestimmen. Diese Potentialfaktoren können wirtschaftlicher, soziokultureller und/oder ökologischer Natur sein. Die Bandbreite der Kategorisierung derartiger Faktoren ist sehr groß und reicht von „Begabungen“ bis hin zu „Engpässen“ der Region. Endogenes Potential (regionales Entwicklungspotential) wird im Allgemeinen als „Gesamtheit der Entwicklungsmöglichkeiten in einem zeitlich und räumlich abgegrenzten Wirkungsbereich“ definiert.
Schätzl liefert eine Anleitung zur „Aktivierung der Entwicklungspotentiale“, welche angestrebt werden soll:
1. „Die Überwindung von bestehenden Engpässen der endogenen Entwicklung.“ Die Identifizierung von Engpässen ist Voraussetzung für eine verstärkte Nutzung bisher nicht ausgelasteter Potentialfaktoren.
2. „Nutzung regionsspezifischer Fähigkeiten und Begabungen.“  Standortvorteile gegenüber anderen Regionen werden ermittelt und durch Spezialisierung gefördert.
3. „Initiierung von intraregionalen Kreisläufen.“ Innerhalb der Region müssen die ausgeloteten Teilpotentiale auf ihre Verflechtung überprüft werden. Um dann eine von den Bewohnern gesteuerte intraregionale Integration von Produkten zu erreichen, müssen die Potentiale in eine kleinräumige Vernetzung eingebunden werden.

Endogene Entwicklungsstrategien gründen nicht auf einem geschlossenen Theoriekonstrukt, sondern zielen auf Mit- und Selbstbestimmung als integralen Prozess ab. Ein Wertewandel innerhalb der industriellen Gesellschaft mit zunehmendem Wohlstand soll erreicht werden, der die Stellung von Kontakt- und Kooperationsmöglichkeiten, Identität und Selbstbestimmung heben soll.
Das Leitbild der Nachhaltigkeit (auch Dauerhaftigkeit oder Zukunftsfähigkeit) implementiert die „Einbettung des ökonomischen Systems in das soziale System und beider Systeme in den Naturhaushalt“, sodass „die Funktionsfähigkeit des Naturhaushalts der übergeordnete Maßstab bleibt“. Die ganzheitliche Konzeption der endogenen Entwicklungsstrategien muss demnach dem Anspruch einer integrierten Nachhaltigkeit entsprechen.
Den drei Grundsäulen der Nachhaltigkeit, die aus Ökologie, Ökonomie und Sozialem bestehen, können drei weitere angegliedert werden, welche als „querschnittsorientierte Dimensionen“ zu verstehen sind:
1. normative: Ziele und Bewertungen in gesellschaftlicher Hinsicht,
2. analytische: Beschreibung und Untersuchung von Problemen und Prozessen in Bezug auf deren Nachhaltigkeit,
3. operative: Umstrukturierung der politisch-strategischen Handlungsfelder.[11]

Allen Strategien gemeinsam ist auch der Aspekt des qualitativen Wachstums. Neben der wirtschaftlich-quantitativen Entwicklung bringt ein qualitatives Wachstum eine Verbesserung der Lebensqualität mit sich. Die verbesserte Lebensqualität soll die Bewohner der peripheren Räume dort vermehrt halten, sodass sie kaum mehr eine Abwanderung in Erwägung ziehen. Ferner sollen die betroffenen Bewohner aus ihrer neu gewonnenen Identität Kapital schlagen und in der Zukunft selbstinitiativ agieren. Der innerregionale Kommunikationsfluss wird dadurch wieder neu angefacht, sodass generationenübergreifende Impulse gesetzt werden. Und weiters soll dann auch eine erhöhte Lebensqualität dafür sorgen, dass der Naturraum als Basis dieser gesteigerten Lebensqualität von der Bevölkerung schonend und zukunftssichernd behandelt wird. Dies kann nur funktionieren, wenn jeder Einzelne mit entscheiden und Ideen einbringen kann, die von Projektleitern im Sinne des Bottom-up-Prinzips gesteuert werden.

## Nationale Beispiele

### EU: Regionalentwicklungsansatz LEADER
Das EU-Programm LEADER (Liaison Entre Actions de Developpement de l’Economie Rurale, Verbindung zwischen Aktionen zur Entwicklung der ländlichen Wirtschaft) ist das Werkzeug des Europäischen Raumentwicklungskonzepts im Europa der Regionen.
Da eine umfassende Theorie der endogenen Regionalentwicklung bisher nicht entwickelt wurde, sondern es nur eine Vielzahl von endogenen Regionalentwicklungsansätzen gibt, ist das EU-Konzept LEADER hier nur als Beispiel einer Methode (da sie die Grundzüge der endogenen Regionalentwicklung gut darstellt), und nicht als Werbung für den EU-Strukturförderungsplan zu verstehen. Die Methode baut laut dem LEADER-Netzwerk Österreich auf sieben Grundpfeiler auf:
1. Der territoriale Ansatz: Die Strategieentwicklung orientiert sich an den besonderen Gegebenheiten, Stärken und Schwächen eines Gebiets, das sich durch ein gewisses Maß an sozialer Zusammengehörigkeit, gemeinsamer Geschichte und Tradition sowie durch das Bewusstsein einer gemeinsamen Identität auszeichnet.
2. Der Bottom-up-Ansatz: Die Einbeziehung der lokalen Akteure, der gesamten Bevölkerung sowie der sozialen und wirtschaftlichen Interessengruppen und öffentlichen und privaten Einrichtungen in die Entscheidungsfindung.
3. Der partnerschaftliche Ansatz: Plattform und Motor der lokalen Entwicklung ist die lokale Aktionsgruppe – ein Zusammenschluss von Partnern aus öffentlichen und privaten Sektoren, die im Rahmen ihrer Partnerschaft eine gemeinsame Strategie und innovative Maßnahmen entwickeln und umsetzen.
4. Der Innovationswert der Aktionen: Innovation heißt sowohl Erstmaligkeit als auch Hebelwirkung für dauerhafte Veränderung. Innovation schließt somit auch Übertragung und Vernetzung mit ein.
5. Der multisektorale Ansatz: Vorrangig sollen nicht Einzelaktionen entstehen, sondern eine Integration von Aktionen in ein koordiniertes Gesamtkonzept, das neue Möglichkeiten für die lokale Entwicklung eröffnet.
6. Vernetzung und grenzübergreifende Zusammenarbeit: Entwicklungspartnerschaften und -netzwerke zwischen Akteuren unterschiedlicher ländlicher Regionen sollen gebildet und gepflegt werden. Die grenzüberschreitende Zusammenarbeit stellt die Quelle des europäischen Mehrwerts der Politik für den ländlichen Raum dar.
7. Dezentrale Management- und Finanzierungsmodalitäten: Ein vor Ort agierendes Management ist für die Koordinierung von Fördermitteln und Projekten zuständig.

### Deutschland
Deutsche Programme mit einem leaderähnlichen Ansatz:
- Hier wäre zunächst das Programm Regionen Aktiv zu nennen. Es wurden vom Bundesministerium für Verbraucherschutz, Ernährung und Landwirtschaft modellhaft 18 deutsche Regionen ausgewählt. Diese wurden in zwei Perioden von 2002–2005 und 2005–2007 beispielhaft gefördert. Das Förderverfahren orientierte sich teilweise am LEADER Ansatz.
- LandZukunft: 2011 wurde ein weiteres Modellprogramm unter dem Namen LandZukunft[13] durch das Bundesministerium für Ernährung, Landwirtschaft und Verbraucherschutz auf den Weg gebracht. Es wurden 17 Regionen zur Bewerbung eingeladen. Aus diesen 17 Regionen wurden 4 ausgewählt (u. a. die Solling-Vogler-Region im Weserbergland e.V.), die anschließend nach einer Qualifizierungsphase für zwei Jahre eine Förderung bis 2014 bekommen. Die Förderungen erstrecken sich auf Projekte der Gesellschaftlichen Teilhabe, der Wirtschaftsstruktur und -leistung sowie den Herausforderungen der Räumlichen Abgelegenheit. Jede Region verpflichtet sich im Rahmen von vertraglichen Vereinbarungen zuvor individuell festgelegte Unterziele zu erfüllen.